# Guoliang-Tunnel

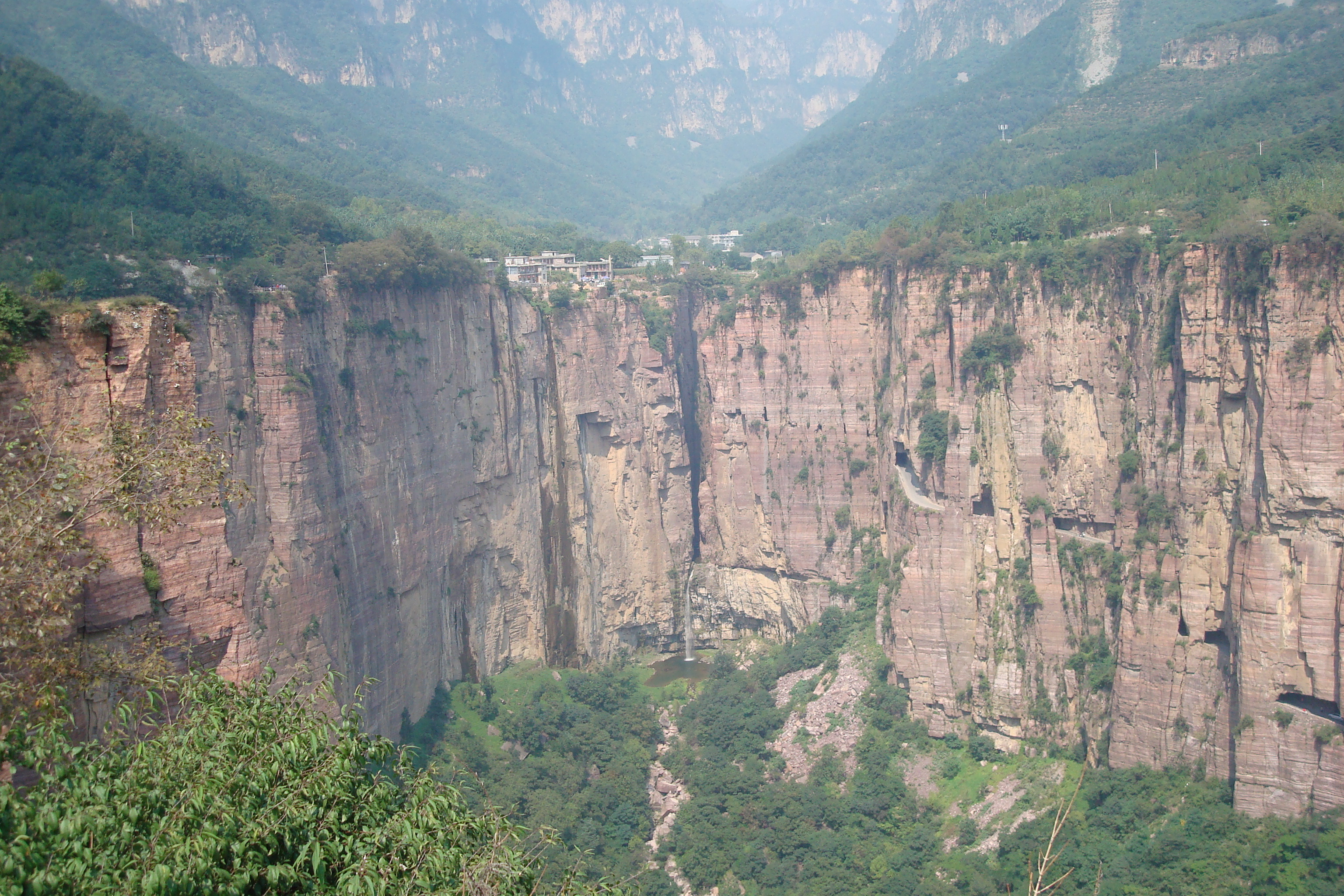
Der Guoliang-Tunnel (rechts in der Felswand). Das namensgebende Dorf ist in der Bildmitte zu sehen.

Der Guoliang-Tunnel ist ein in den 1970er Jahren errichteter Straßentunnel, der das in der chinesischen Provinz Henan gelegene Dorf Guoliang (郭亮村,  Guōliàng cūn) mit der Außenwelt verbindet. Der Tunnel ist eine Touristenattraktion und wird von der deutschen Boulevardzeitung Express zu den „zehn gefährlichsten Straßen der Welt“ gezählt.

## Geschichte
Um das hoch oben im Taihang-Gebirge gelegene Dorf Guoliang mit der Außenwelt zu verbinden, wurde in dem Gebirge ein Straßentunnel angelegt, der 1,2 Kilometer lang, fünf Meter hoch und vier Meter breit ist. Die Bauarbeiten begannen 1972 und erstreckten sich über einen Zeitraum von fünf Jahren. Die Eröffnung des Tunnels erfolgte am 1. Mai 1977.
Vor dem Bau des Tunnels war ein kleiner und beschwerlicher Trampelpfad die einzige Verbindung des rund 1800 Meter hoch gelegenen Dorfes mit der Außenwelt. Der Bau erfolgte durch 13 Menschen, die nur mit einfachen Werkzeugen ausgerüstet waren und keinerlei Unterstützung durch die chinesische Regierung erhielten. Sie bauten den Tunnel und die Straße, um Menschen und Waren zu transportieren. Obwohl schon von vielen Todesfällen in dem Tunnel berichtet wurde, gibt es keine offizielle Statistik. Zu den ersten Todesfällen kam es bereits während der Bauarbeiten.